# Frankenburg Adolf
Frankenburg Adolf,  (Németkeresztúr, 1811. november 2. – Eggenberg (Graz mellett), 1884. július 3. ), humanista és emlékíró, az MTA levelező, a Kisfaludy Társaság rendes és a Petőfi Társaság tiszteletbeli tagja.

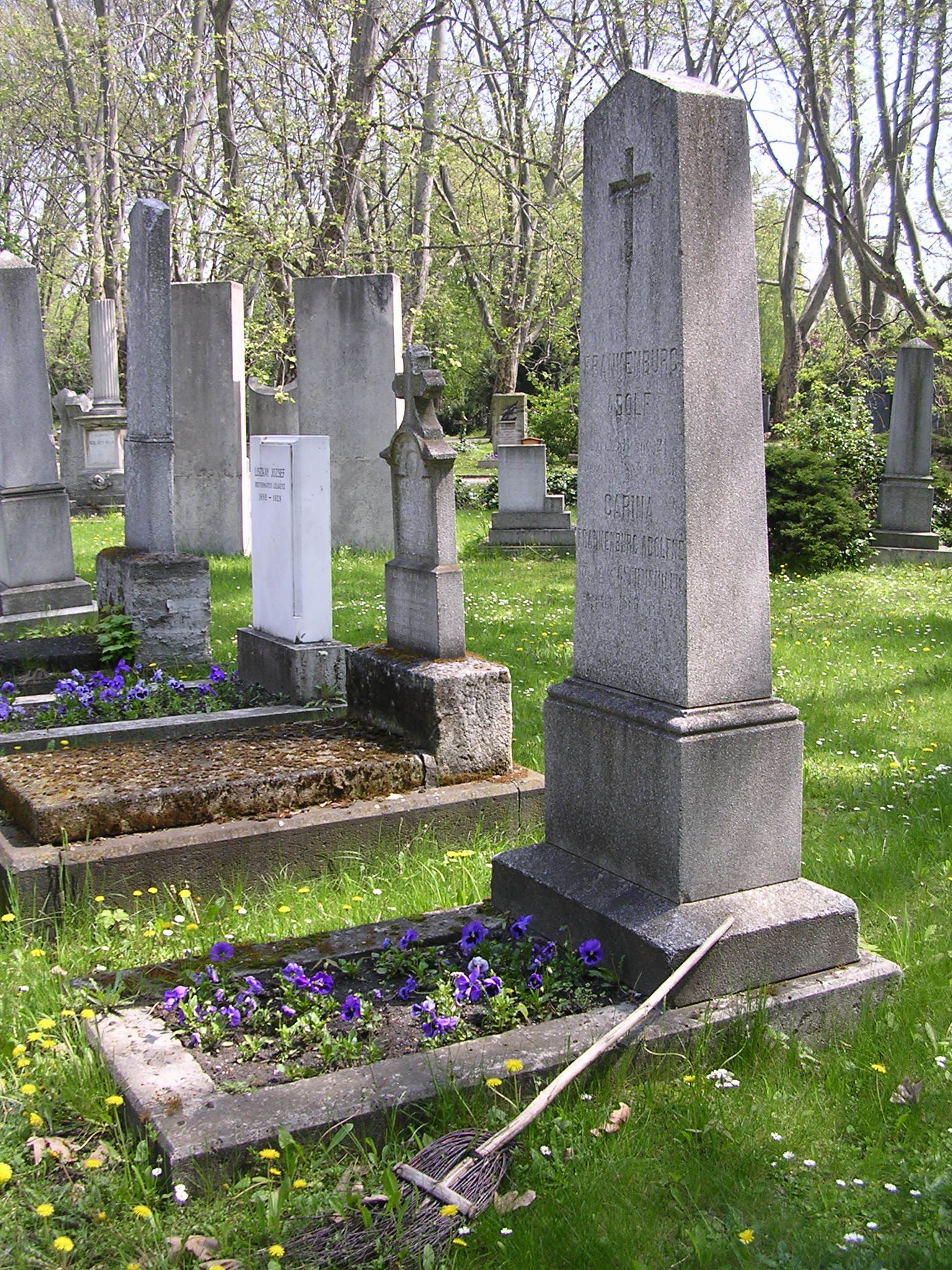
Sírja a Fiumei úti sírkertben

## Életpályája
Soproni német családból származott. Liszt Ferenc gyermekkori játszótársa volt. Atyja Eszterházy herceg gazdatisztje volt. Sopronban a gimnáziumi négy osztályt elvégezvén, Pécsett a ciszterci gimnáziumban retorikát és poézist tanult. A középiskola 6. osztályát Győrött végezte, mialatt magyar színészekkel is megismerkedett; a 8. osztályt Szombathelyen járta ki. Ezután a keszthelyi Georgicon hallgatója lett, de a gazdasági tanfolyamot elhagyván, Egerbe ment jogra; mikor azt elvégezte, a megyei főjegyző mellett volt egy évig gyakornok. Ezalatt megszeretett egy kedves egri leányt, s hogy őt nőül vehesse, állás után nézett.
1833-ban Budán állami hivatalt keresett, de nem kapott; akkor jurátusnak ment Pozsonyba s ott Széchenyi Istvánhoz fordult alkalmazásért. A gróf Nagycenken egy szanszkrit szótárból kerestette ki vele a magyarhoz némileg hasonlító szavakat. E munka nem tetszett Frankenburg Adolfnak, és miután pár ezer forintot örökölt, félév múlva otthagyta a munkát; addig az A betű felét végezte el. Sopronba ment 1834 tavaszán és egy ott állomásozó lovasezredbe állt kadétnak. Csakhamar elhagyta a katonaságot is, a Somogy vármegyei Gombán (ma Nagygomba) földet bérelt és gazdálkodott. Egerből pedig feleségül hozta szíve választottját. A gazdálkodás rosszul folyt, nemsokára felhagyott vele és a fővárosba jött, ahol az irodalom és a színészet egyre mozgalmasabbá vált. Már 1833-tól vidékről is fölkereste közleményekkel a szépirodalmi lapokat, a Regélőt és a Honművészt, a Koszorut; most pedig főmunkatársa lett a Rajzolatoknak, és a zsebkönyvekbe írt novellákat. Mátray Gábor ajánlatára 1837-ben akadémiai írnokul alkalmazták, de Schedel (Toldy) Ferenc titkárral támadt ízetlenségei miatt gróf Teleki József elnök felszólítására beadta lemondását.
Állás nélkül maradván, annál jobban az irodalomra vetette magát és mint az időszaki sajtó munkása, jelentős hírre tett szert úgy, hogy az 1838-as pesti árvíz után tartott jótékony célú, felolvasással egybekötött hangversenyeit szép siker jutalmazta. Még az évben állást kapott, a budai kincstári hivatalban lett fogalmazógyakornok. Írt a Pesti Német Színháznak is pár bohózatot és vígjátékot, a helyi német lapokba pedig magyar tárgyú tárcákat és a Nemzeti Színház előadásairól bírálatokat. Mikor Kossuth Lajos Pesti Hírlapja 1841 januárjában megindult, Frankenburg Adolf e lap munkatársa lett, ő írta a fővárosi újdonságokat, a hírrovatot, elmésséget, gúnyt, szatírát írt bele, s ezzel nagy népszerűségre tett szert.
Elöljárói azonban nem osztoztak a közönség véleményében, s 1843-ban azzal a kikötéssel nevezték ki kincstári levéltári tisztté, hogy a Kossuth lapjába többé ne írjon. Ekkor Garay Regélőjében talált munkakört, ahol Budapesti levelek címmel találó, eleven rajzokat írt a fővárosi társaséletből, s ezzel megalapítója lett a magyar fővárosi tárcának. Ugyanez évben egy havi szépirodalmi folyóiratot indított meg Magyar életképek címmel, melyet a következő évben Életképek címmel hetilappá alakított át. E lap az 1840-es évek szépirodalmi lapjai közül komoly hangjával, nemzeties ízlésével vált ki és jeles írókat gyűjtött össze.
A Magyar Tudományos Akadémia 1845. november 22-én levelező tagsággal tüntette ki a jeles hírlapírót és szatirikust, de a kormány célszerűnek látta elvonni őt a magyar irodalmi élet központjából, és 1847 tavaszán Szécsen Miklós gróf adta tudtára, hogy a bécsi kancelláriához nevezték ki udvari tolmáccsá. Június 25-én elbúcsúzott írótársaitól, az Életképeket Jókai Mór vette át. Az 1848. évi bécsi események őt is gyanúba keverték, fogságot és zaklatást szenvedett, azonban később mégis kinevezték fogalmazónak a bécsi legfőbb törvényszékhez, végül 1860-ban az udvari kancelláriához titkárrá. Bécsben sok csapás érte, első neje meghalt, katonatiszt fia kivégezte magát, második nejétől, egy német bárónőtől különvált. Mikor 1866-ban nyugalomba vonult, Pesten telepedett le, a hírlapokba dolgozott és szerkesztette pár hónapig a Magyarország és a Nagyvilágot, és egy éven át az 1848 című politikai napilapot. 1868-ban Sopronba tette át lakását, ott megalapította az irodalmi és művészeti kört, s mind ennek, mind a társaskörnek elnöke volt.
1879-ban nagy fénnyel ünnepelték meg ötvenéves írói jubileumát. 1881-ben ismét visszajött a fővárosba; 1884-ben gyógyulni ment Eggenbergbe, ahol július 3-án utolérte a halál. Lázálmaiban is hazavágyott és övéivel megfogadtatta, hogy holttestét Budapestre szállítsák; ez meg is történt és 7-én temették a Kerepesi úti temetőben. Koporsójánál Paulay Ede és Jókai Mór mondottak búcsúbeszédet; a Magyar Tudományos Akadémiában pedig 1886. november 29-én Vadnai Károly tartott fölötte emlékbeszédet.

## Munkássága

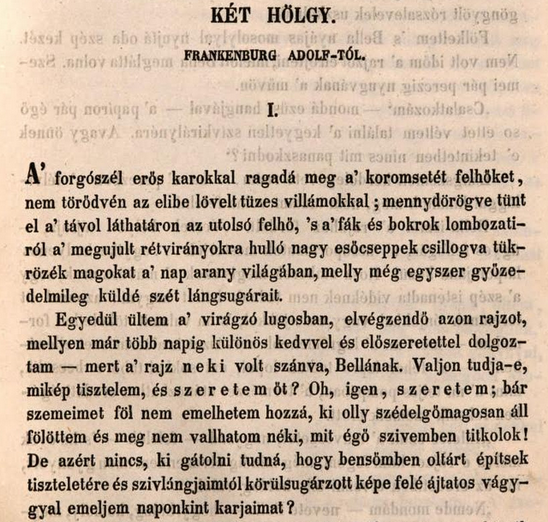
Első alkotói korszakából (1843)

Írói működését három, korszakra lehet osztani. A forradalom előtti pesti kor, az Életképek szerkesztésével, a kedves csevegő hangú Budapesti levelek-ben a fővárosi tárca megteremtésével s az Estikék c. két kötetnyi elbeszéléssel (megj. 1844), melyek az akkori szépirodalmi hiperromantikával (Kuthy Lajosék irányával) szemben jótékony hatást tettek, ez volt az első időszak.
- Humoristicai felolvasás és szavalmányok. A vízkárosult pestmegyei adózónép fölsegítésére; Landerer, Pest, 1838
- Estikék, 1-2.; Heckenast, Pest, 1844

Bécsi lakása idejéből való néhány humorisztikus és szatirikus kötete:
- Sírva vigadók, Pest 1857, 2 köt.
- Zsibvásár, uo. 1852, 2 köt.

Bolond Miska Naptárával 1858-ban kezdte ezt meg, mindjárt az első évfolyamból 10 ezer példány kelt el, e naptár 1870-ben szűnt meg. Kiegészítették ezt: A Bolond Miska Albuma 1860. (különnyomat az előbbiből) és Az öreg Bolond Miska kalandjai szárazon és vízen, mennyben és pokolban, képekkel (1863). Bolond Miska alakjával F. a Saphir modorában élceskedik, társadalmi ferdeségeket és politikai állapotokat ostoroz humorral és szatírával 1863. E korszakból való még a Volkstümliche Sittenlehre is, Bécs 1854.
Pályája utolsó szakában végül emlékiratokat szerzett:
- Őszinte vallomások, 2 köt. arcképpel, Pest 1861
- Emlékiratok. Az "Őszinte vallomások" folytatása, 1868
- Bécsi élményeim, 1880
- Sopron 1880, 2 köt. (2. kiad. 1883)

Kéziratban is maradtak magyar és német nyelvű humoreszkjei, versei és regénytöredéke.